# Separação de The Beatles
A separação de The Beatles foi um processo cumulativo marcado por rumores e comentários ambíguos de seus membros em respeito ao próprio futuro enquanto integrantes da banda. John Lennon, Paul McCartney, George Harrison e Ringo Starr começaram a tocar juntos como banda em 1962. Em setembro de 1969, Lennon reservadamente informou a seus companheiros de banda que estava deixando o grupo. No entanto, o fato não se tornou público até 10 de abril de 1970, quando McCartney também anunciou sua saída do grupo.
Houve numerosas causas para a separação da banda, inclusive o abandono das turnês em 1966 e a morte do empresário Brian Epstein em 1967. Conflitos também surgiram das diferenças artísticas dos integrantes. Tanto Harrison quanto Starr temporariamente deixaram o grupo algumas vezes durante 1968 e 1969; em 1970 todos os quatro membros haviam começado a trabalhar em projetos-solo após terem percebido que o grupo não se reuniria mais. Por fim, animosidades crescentes entre os membros impossibilitaram que o grupo continuasse a trabalhar junto.
Nos anos seguintes, houve parcerias e trabalhos esporádicos de gravação entre os membros do grupo, mas os quatro ex-Beatles nunca mais colaboraram simultaneamente em gravações ou shows ao vivo. Após a morte de Lennon em 1980, os três membros sobreviventes reuniram-se para o projeto Anthology em 1994, usando duas demos deixadas por Lennon – "Free as a Bird" e "Real Love" – como base para novas canções gravadas e lançadas como The Beatles.

## Morte de Brian Epstein

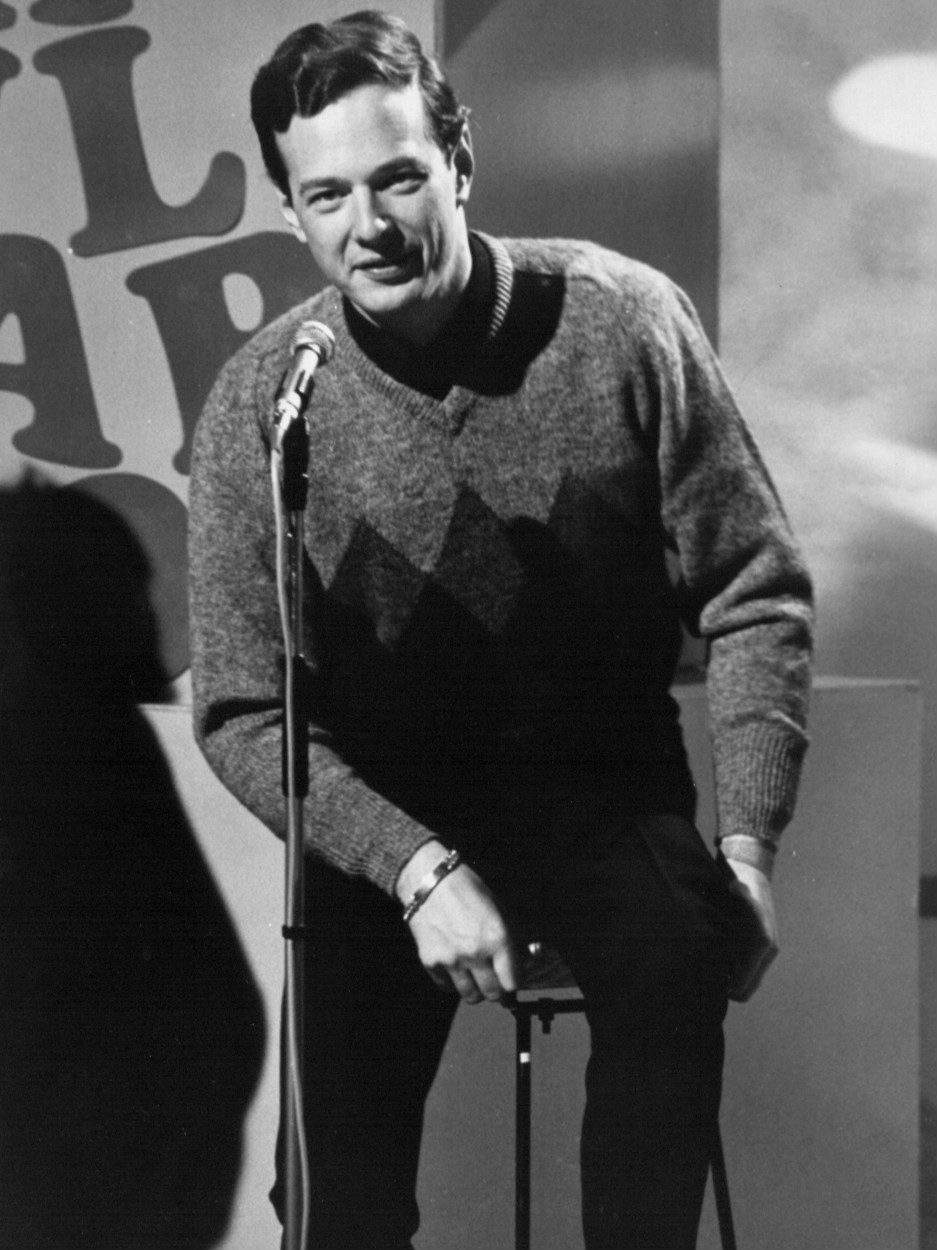
Epstein em 1965

Uma das figuras fundamentais no lançamento e na promoção mundiais de The Beatles, Brian Epstein também conseguiu manter a banda funcionando como uma unidade. O seu estilo gerencial consistia em deixar o grupo buscar seus próprios projetos e interesses musicais, frequentemente assumindo o papel de mediador quando aconteciam conflitos. Este papel minguou após a banda interromper as turnês em 1966: muito embora Epstein ainda continuasse a exercer forte influência, tanto na mediação das discussões entre os membros, quanto administrando as finanças do grupo.
Quando Epstein morreu de overdose em agosto de 1967, surgiu um vazio na banda. John Lennon, que tinha o relacionamento mais próximo com Epstein, foi o mais afetado com sua morte. Paul McCartney provavelmente sentiu a precariedade da situação relacional do grupo e logo buscou iniciar projetos para manter o grupo coeso. Lennon, Harrison e Starr ficaram perturbados pelo domínio crescente de McCartney na seara musical e nas outras áreas. Lennon mais tarde refletiu que os esforços de McCartney foram importantes para a sobrevivência da banda, mas que ele ainda acreditava que o desejo de McCartney em ajudar vinha das dúvidas e apreensões deste em seguir carreira-solo.
A fundação da Apple Corps foi conduzida sob a supervisão de Epstein como um projeto de proteção fiscal e sua morte inesperada deixou em suspenso o futuro da companhia. A falta da supervisão de Epstein e a inexperiência dos Beatles enquanto homens de negócios levou à constituição de um projeto caótico quando a banda retornou ao estúdio para produzir seu álbum duplo de 1968, The Beatles, também conhecido como "álbum branco". O papel de Epstein como empresário e gerente da banda jamais foi ocupado por qualquer outra pessoa e ao final, a falta de liderança empresarial forte viria a se tornar uma das causas principais da separação dos Beatles.

## A ascensão de Harrison como compositor
Outro fator tido como contribuidor para a separação dos Beatles foi o crescimento de George Harrison como compositor durante a segunda metade da carreira do grupo. Nos primeiros anos, Lennon e McCartney foram os principais compositores e vocalistas, com Harrison e Starr assumindo papéis de suporte. Lennon e McCartney frequentemente compunham uma canção por álbum para que Starr cantasse, enquanto Harrison ou fazia uma versão de um standard ou gravava uma de suas próprias composições. De 1965 em diante, as composições de Harrison começaram a amadurecer e a se tornar mais interessantes do ponto de vista qualitativo. Gradualmente, os outros membros da banda reconheceram seu talento como compositor.
Embora Harrison tivesse emergido como um produtor e compositor talentoso, ele não obstante continuou a ter muitas de suas ideias de canções rejeitadas por Lennon e McCartney, especialmente de 1968 em diante. Ao mesmo tempo que isso indicava a crescente competição por espaço nos lados dos discos, com três compositores na banda, a frustração de Harrison alimentou nele uma sensação de alienação dos Beatles. Ele foi o primeiro membro do grupo a lançar um álbum-solo, Wonderwall Music, boa parte do qual foi gravado em Bombaim em janeiro de 1968, com a participação de músicos indianos renomados tais como Aashish Khan, Shankar Ghosh e Shivkumar Sharma. Em entrevista para a Melody Maker em setembro de 1969, Lennon disse: "o problema é que temos muito material. Agora que George compõe muito, poderíamos lançar um álbum duplo todo mês ..."

## Dificuldades na colaboração
Após o fim das turnês em agosto de 1966, cada um dos membros decidiu buscar seus próprios gostos musicais em vários graus. Quando o grupo se reuniu para gravar Sgt. Pepper's Lonely Hearts Club Band em novembro de 1966, ainda havia um senso de camaradagem e o desejo de colaborar como músicos; no entanto, as diferenças individuais estavam se tornando mais aparentes. Em maior medida que os demais, McCartney manteve um profundo interesse nas tendências e estilos da música popular que estavam emergindo tanto no Reino Unido quanto nos Estados Unidos, enquanto Harrison desenvolveu interesse pela música indiana, ao mesmo tempo que as composições de Lennon tornaram-se mais introspectivas e experimentais. Consequentemente, McCartney começou a assumir o papel de iniciador e líder dos projetos artísticos dos Beatles.
Cada um dos membros começou a desenvolver agendas artísticas individuais que viriam a comprometer o entusiasmo no grupo e logo cada um deles começou a se tornar mais e mais impaciente com os demais. Isto tornou-se mais evidente em The Beatles (o "álbum branco"), no qual as preferências artísticas pessoais começaram a dominar as sessões de gravação, o que viria a abalar ainda mais a unidade do grupo.

### John Lennon e Yoko Ono

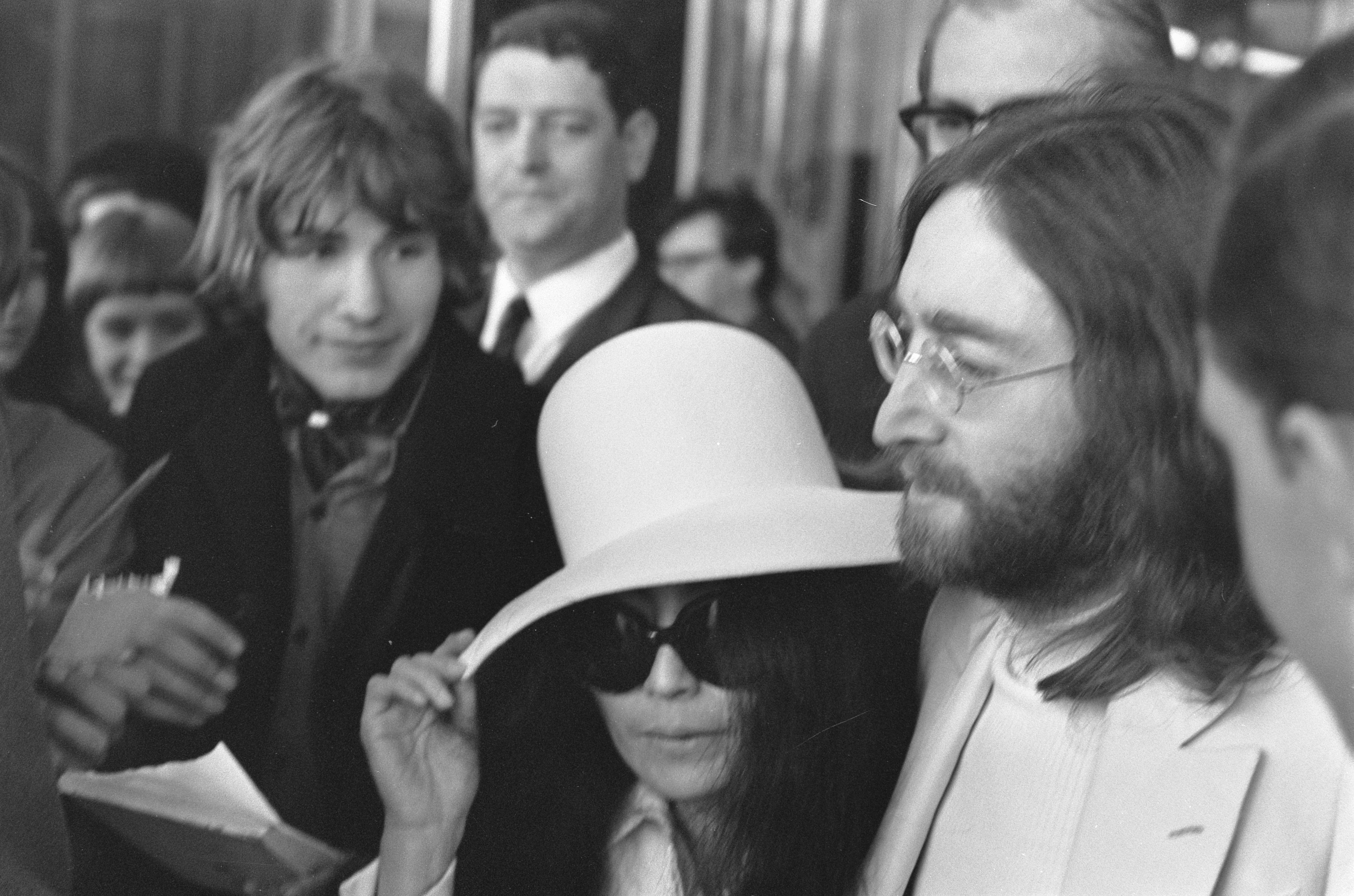
Yoko Ono e John Lennon em 1969

Lennon estava mentalmente fragilizado após ter retornado da temporada em Rishikesh, na Índia, no início de 1968, desiludindo-se e ressentindo-se com o fato de que o guru de meditação transcendental, Maharishi Mahesh Yogi, não preenchera as expectativas de Lennon. Lennon havia ficado descontente com sua identidade pessoal e com seu papel artístico dentro dos Beatles, entrando em outro período de consumo de drogas, ao mesmo tempo em que seu casamento e sua vida familiar se deterioravam. Ele começou a desenvolver um interesse intenso no trabalho de Yoko Ono, uma artista conceitual nipo-americana  que ele encontrara pela primeira vez em uma exibição de 1966. O casal manteve um relacionamento platônico até a primavera de 1968. Em maio daquele ano, eles passaram muito tempo juntos em seu estúdio enquanto a esposa dele, Cynthia, estava fora, de férias. Eles gravaram uma fita vanguardista que mais tarde seria lançada em disco como Unfinished Music No.1: Two Virgins, antes de consumarem seu novo relacionamento. Dali em diante, os dois ficariam sempre juntos, inclusive enquanto Lennon estava trabalhando com os demais integrantes da banda no estúdio, o que violava um acordo tácito entre eles, que não permitia a presença de esposas ou namoradas no estúdio.
Para além disso, enquanto a paixão artística de Lennon por Ono cresceu, ele desejou que a ela fosse permitido espaço na produção e nas gravações da banda. Frequentemente, Ono comentava ou sugeria coisas durante as gravações, o que só serviu para aumentar a tensão entre ela e os companheiros de banda de Lennon. A presença de Ono foi considerada invasiva, tornando-se uma fonte particular de rancor com Harrison; causando uma separação de uma relação que se tornara forte desde 1965, quando ele e Lennon uniram-se na experimentação com LSD e a espiritualidade indiana – duas experiências das quais McCartney se aproximara com cautela.

### As sessões do "álbum branco"

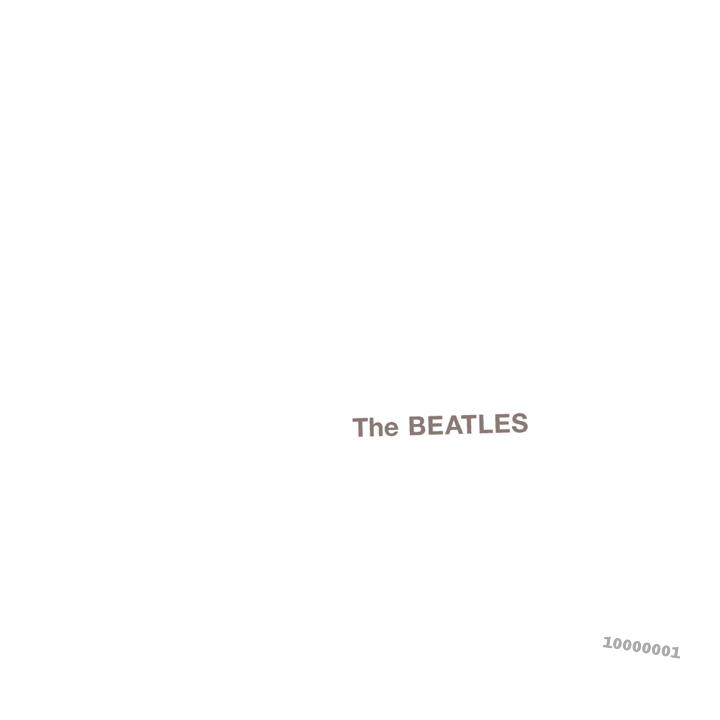
The Beatles ("o álbum branco")

Em maio de 1968 a banda reuniu-se na casa de Harrison em Esher para gravar demos de algumas das canções que seriam lançadas em novembro como The Beatles. Resenhas contemporâneas e comentários em retrospecto pelos Beatles reconheceram que o álbum duplo refletia o desenvolvimento de compositores, músicos e artistas autônomos. A Rolling Stone mais tarde descreveu o álbum como "quatro álbuns-solo sob um mesmo teto".
Os caminhos artísticos de Lennon e McCartney tornaram-se mais e mais disparatados, tendo McCartney desaprovado a colagem sonora experimental de Lennon e Ono "Revolution 9", e Lennon desdenhoso de canções leves de McCartney, tais como "Martha My Dear" e "Honey Pie". Harrison continuou a se desenvolver como compositor, ainda que recebesse pouco apoio da banda durante as sessões. Ressentindo-se com Lennon e McCartney por sua responsabilidade em ter levado os Beatles ao Maharishi, a composição de Harrison, "Not Guilty", refletia seu estado de espírito após o retorno da Índia.
Starr começou a buscar e a desenvolver oportunidades de atuação neste período, uma vez que como baterista, ele havia se tornado crescentemente insatisfeito com seu trabalho enquanto músico. De acordo com o autor Mark Hertsgaard, este era "um sentimento que [McCartney] em particular havia feito muito para fomentar". Também perturbado pelo azedume e pela tensão características das sessões de gravação dessa época, Starr sentiu-se tão isolado que deixou a banda por várias semanas e foi passar férias com sua família na Sardenha. Ele retornou no início de setembro, encontrando seu kit de bateria decorado com flores, um presente de Harrison.
A tensão das gravações do álbum branco também pesou no engenheiro de som da EMI, Geoff Emerick. De forma semelhante a Starr, ele também deixou as sessões, que começaram em junho e terminaram em outubro. Estes foram os primeiros sinais emergentes da desunião e da antipatia entre os membros do grupo. Após completar a lançar The Beatles, a banda não deu mais entrevistas coletivas ou aparições gravadas e os trabalhos de relações públicas passaram a ser conduzidos de forma exclusivamente individual. Outra evidência da crescente alienação coletiva do grupo veio com o lançamento da gravação de natal do fã clube em 1968; as contribuições eram totalmente individuais e Lennon fez comentários depreciativos sobre o desdém de seus companheiros de banda por Ono.

### As sessões deGet Back(Let it Be)
No final de 1968, o status dos Beatles enquanto grupo estava no limbo. McCartney sugeriu um projeto de grupo que envolvesse ensaiar, gravar e então apresentar um grupo de canções para um concerto ao vivo. O projeto logo recebeu o título de trabalho de Get Back, mas que viria posteriormente a receber lançamento oficial como o álbum Let It Be e o respectivo filme em 1970. Embora as sessões para o álbum duplo tivessem envolvido tocarem em conjunto, a banda estava despreparada para tocar novamente desta forma; para agravar, Lennon afundara-se no vício em heroína, deixando-o ou incomunicável ou altamente crítico de todo o projeto. Em 10 de janeiro de 1969, oito dias após os ensaios da filmagem terem começado no Twickenham Film Studios, a frustração e o ressentimento de Harrison chegaram a um ponto máximo e ele informou a seus companheiros de banda que ele estava saindo do conjunto. Tendo experimentado colaborações produtivas fora dos Beatles durante boa parte de 1968, particularmente com Eric Clapton, Bob Dylan e The Band, a postura paternalista de McCartney e o afastamento de Lennon cobraram seu preço e agora a banda estava num impasse e à beira do colapso.
Ao final, negociações tensas trouxeram Harrison de volta às atividades do grupo. Após a insistência de Harrison, os planos de McCartney para um concerto foram abandonados e o projeto foi realocado para o Apple Studio em Savile Row, em Londres, com o foco agora estando em meramente completar um novo álbum com algumas das canções ensaiadas em Twickenham. Os Beatles fizeram sua última aparição pública no telhado da sede da Apple em 30 de janeiro de 1969, como substitutivo para um concerto com audiência.

## Dificuldades nos negócios
A Apple Corps durante esse período foi tomada por problemas negociais e prejuízos financeiros. Em 26 de janeiro de 1969, Lennon e Ono encontraram-se Allen Klein para falar sobre a gerência desses assuntos. Lennon exigiu que Klein representasse seus interesses na banda. O relacionamento de McCartney com Linda Eastman, com quem ele se casou em 12 de março daquele ano, abriu a oportunidade para os advogados Lee e John Eastman, respectivamente pai e irmão de Linda, envolverem-se e passarem a trabalhar nas finanças e na tomada de decisões nos assuntos da banda. Em abril, após uma série de encontros rancorosos entre Klein, os Eastmans e os Beatles, Klein foi indicado como gerente de negócios da banda interinamente, tendo os Eastmans como advogados dos Beatles. Entretanto, as discussões entre os membros da banda e a desarmonia no que dizia respeito à produção musical logo viriam a permear também suas discussões de negócios.
Dick James, que mantinha participação substancial na Northern Songs (que publicava o catálogo Lennon–McCartney), ficou crescentemente preocupado com a discórdia entre os membros do grupo e o ressentimento a ele direcionado. Sem notificar os Beatles, ele preparou ofertas para vender sua participação na Northern Songs. Klein e os Eastmans foram pegos desprevenidos e suas tentativas de reaver o controle dessa participação para os Beatles (através da Maclen Music) fracassaram. Logo ficou evidente que os Eastmans e Klein desenvolveram um profundo antagonismo relacional, dados os conselhos e posturas disparatados. Quando tiveram de escolher entre Klein e os Eastmans, Harrison e Starr optaram por Klein. Os Eastmans foram dispensados como representação legal dos Beatles e em 8 de maio  Lennon, Harrison e Starr assinaram um contrato para que Klein se tornasse o gerente de negócios da banda. Isto agravou ainda mais a antipatia e a desconfiança dentro da banda. McCartney mais tarde declarou crer que a evolução dos quatro membros de músicos para homens de negócios foi a razão central para a separação dos Beatles.

## Partidas e afastamentos
Com o problemático projeto Get Back/Let It Be posto em suspensão, o grupo continuou a gravar esporadicamente durante a primavera e o início do verão de 1969. Por outro lado, seus membros passaram a ficar cada vez mais envolvidos em atividades fora dos Beatles: Lennon lançou uma campanha internacional pela paz ao lado de Ono, com o compacto "Give Peace a Chance"; Harrison continuou a produzir os contratados da Apple Records, dentre eles Jackie Lomax, Billy Preston e Radha Krishna Temple in London; enquanto Starr começava a se estabelecer como ator de cinema. As sessões ocasionais deles ao longo do primeiro semestre de 1969 formaram a base do último projeto de gravação de um disco de estúdio dos Beatles: Abbey Road.

### A saída não anunciada de Lennon
Logo após as sessões de Abbey Road, o uso de heroína por Lennon o inspirou a compor e gravar "Cold Turkey" com seu grupo conceitual com Ono, a Plastic Ono Band, após os Beatles terem rejeitado a canção para lançamento como compacto. A formação da Plastic Ono Band foi concebida inicialmente como válvula de escape artística para Lennon e Ono, mas a recepção entusiástica vivida com a apresentação da nova banda no Toronto Rock and Roll Revival em 13 de setembro de 1969 cristalizou ostensivamente a decisão de Lennon em deixar os Beatles, tomada por ele durante o voo de volta para Londres. Durante um encontro da banda na Apple em 20 de setembro, ele comunicou sua decisão a McCartney, Starr e Klein (Harrison não estava presente), dizendo-lhes que queria um "divórcio". Naquele mesmo dia, a banda assinou a renegociação de um contrato de gravação com a Capitol Records, que lhes garantia uma taxa mais alta de royalties. Esta foi a última, ainda que efêmera, demonstração de unidade da banda e a gravidade das negociações com a Capitol fez com que Klein e McCartney apelassem a Lennon que mantivesse seu anúncio em segredo até o lançamento do álbum e do filme Let It Be no ano seguinte, com o que Lennon concordou.
Tendo tentado por muito tempo manter a coesão dos Beatles, McCartney enclausurou-se com a nova família em sua fazenda na Escócia, desolado com a notícia da partida de Lennon. Após ter sido achado por repórteres da revista Life no final de outubro, McCartney reconheceu publicamente que "a coisa Beatle acabou", ainda que o significado completo dessa expressão tenha sido ignorado naquele momento. Em 3 e 4 de janeiro de 1970, McCartney, Harrison, e Starr reuniram-se brevemente em Abbey Road Studios para gravar a canção de Harrison, "I Me Mine", e completar o trabalho na canção de McCartney, "Let It Be". Ambas eram necessárias para o álbum  Let It Be, dado que havia a ameaça do estúdio cinematográfico americano United Artists, o que levou à decisão de finalmente preparar as gravações musicais e audivisuais do projeto Get Back. Em 5 de janeiro Glyn Johns preparou uma fita master para lançamento, mas em março o produtor Phil Spector foi convidado para trabalhar no material. Embora McCartney tenha dito que não sabia do envolvimento de Spector até receber um disco de acetato do álbum Let It Be  em abril, Peter Doggett escreveu que o trabalho foi atrasado em "várias semanas" até que McCartney retornasse "uma sequência de mensagens" exigindo sua aprovação para que Spector começasse a trabalhar nas fitas.

### O anúncio da separação por McCartney
Efetivamente afastado de seus companheiros de banda e profundamente deprimido, McCartney começou a fazer uma série de gravações domésticas em Londres em dezembro de 1969. Sob sigilo estrito, McCartney concordou com a escolha de uma data para o seu primeiro álbum-solo, intitulado McCartney, com o executivo Apple Records, Neil Aspinall. O lançamento foi marcado para 17 de abril de 1970. No entanto, uma vez que Lennon, Harrison e Starr souberam disso, imediatamente essa data foi considerada problemática, em função de outras produções existentes no catálogo da Apple cujo lançamento era pendente – dentre eles, estavam, Let It Be e o próprio álbum-solo de estreia de Starr, Sentimental Journey. Em 31 de março, Starr foi à casa de McCartney comunicar-lhe pessoalmente da decisão de atrasar o lançamento de McCartney, notícia à qual este reagiu pessimamente, expulsando Starr de sua casa e recusando-se a ceder à data originalmente combinada com Aspinall. Chocado com o surto de seu companheiro de banda, Starr repassou a situação a Harrison e Lennon e o álbum de McCartney foi restabelecido para lançamento em 17 de abril.
O rancor de McCartney com o episódio contribuiu para que ele anunciasse publicamente a sua saída dos Beatles. Ele mais tarde citou o tratamento dado por Spector a algumas canções do álbum Let It Be, em particular "The Long and Winding Road", como outro fator. A relevância cronológica desta última afirmação é discutida por Starr, que declarou que quando os acetatos do álbum foram enviados a cada um dos Beatles para aprovação, em 2 de abril de 1970: "Todos nós dissemos sim. Mesmo no princípio Paul disse sim. Eu falei com ele ao telefone, e disse, 'você gostou?' e ele disse, 'sim, está OK.' Ele não rejeitou isso."
O anúncio de McCartney veio através de um comunicado de imprensa distribuído a alguns jornalistas britânicos em 9 de abril, com cópias do álbum McCartney. O comunicado veio em forma de questionário no qual McCartney discute seu álbum (e com a saída de Lennon ainda sendo mantida em segredo (em nome dos negócios), os assuntos que se relacionavam ao futuro imediato dos Beatles. Ao mesmo que McCartney não declarou abertamente sua "separação dos Beatles" e não tendo planos futuros de trabalhar com a banda no futuro, ele também enfatizou sua distância da gerência de Klein e desconsiderou a possibilidade de vir a compor novamente com Lennon. Embora McCartney tivesse dito que foi o responsável pela imprensa na Apple, Derek Taylor, compôs o texto, Taylor mais tarde insistiu que aquelas que se referiam aos Beatles foram adicionadas por McCartney. Em 10 de abril, estando dentre aquele que receberam o questionário, Don Short do The Daily Mirror fez uma reportagem sobre a saída de McCartney dos Beatles sob a manchete de primeira página "Paul Quits The Beatles" (Paul deixa os Beatles). Jornais em todo o mundo interpretaram os comentários de McCartney como um anúncio de que a banda se separara.

## Pós-banda: o processo e a dissolução legal
Doggett escreve que, em meio ao estardalhaço que se seguiu ao seu anúncio, McCartney retomou o assunto do trabalho de Spector em Let It Be "como um cão a lamber obsessivamente sua ferida". McCartney concebera "The Long and Winding Road" como uma simples balada ao piano, mas Spector acrescentou à canção acompanhamento orquestral e de um coral feminino. Em 14 de abril, McCartney mandou uma carta duramente escrita a Klein, exigindo que a nova instrumentação fosse reduzida, a parte de harpa fosse removida, acrescentando: "Jamais faça isto novamente." Tendo chegado 12 dias após Spector ter distribuído os acetatos com o pedido de qualquer um dos Beatles o contactasse com mudanças a propor, as exigências de McCartney não foram atendidas. Klein diz ter enviado um telegrama a McCartney em resposta à carta de 14 de abril (considerando-se que McCartney havia mudado seu número de telefone sem informar a Apple), mas não obteve resposta. Assim sendo, Klein levou à frente a produção do novo álbum dos Beatles. McCartney culpou a Klein pelo envolvimento de Spector, uma vez que  Klein trouxera o produtor a Londres para trabalhar com os Beatles. McCartney resolveu assim cortar seus laços com a Apple e com os Beatles, como único modo de se libertar de Klein.
O desejo de McCartney de dissolver a parceira era problemático, uma vez que isto exporia todos a grandes alíquotas tributárias e suas súplicas para ser dispensado da Apple foram ignorados por Lennon, Harrison e Starr. Em 31 de dezembro de 1970, McCartney entrou com um processo contra os outros três Beatles na Alta Corte de Justiça de Londres, com vistas à dissolução contratual da parceria da banda. Durante o processo, em fevereiro de 1971 a equipe advocatícia de McCartney focou em representar Klein como um executivo desonesto, com McCartney tomando a tese que os Beatles haviam há muito deixado de ser uma banda funcional e que as diferenças entre seus membros eram irreconciliáveis. O tribunal ouviu depoimentos sob juramento de Lennon, Harrison e Starr, nos quais os três declararam suas dificuldades de trabalhar com McCartney mas ao mesmo tempo que estas estavam em grande medida superadas e que não havia razão pela qual a banda não pudesse continuar. O magistrado encarregado do caso decidiu em favor de McCartney e indicou um responsável pela administração durante o caso.
As negociações subsequentes foram muito demoradas, à medida que McCartney continuou a exigir sua dispensa dos Beatles e da Apple, ainda que seus próprios advogados agora lhe dessem os mesmos conselhos acerca da pesada taxação potencial que Klein identificara no início. Os demais Beatles logo duvidaram da habilidade de Klein em negociar um bom acordo com McCartney, dada a antipatia corrente entre ambos; também estavam desiludidos com Klein por sua má administração no projeto de Harrison, Concerto para Bangladesh (Bangladesh aid project), e Lennon sentiu-se traído pela falta de apoio à música cada vez mais politizada que ele e Ono vinham fazendo. Após Lennon, Harrison e Starr terem cortado formalmente os laços com Klein em março de 1973, iniciando nova onda de processos em Londres e Nova York, os quatro ex-membros da banda tornaram-se capazes de cooperar entre eles em prol de um acordo. Esse documento, conhecido como "The Beatles Agreement", foi assinado pelos quatro em dezembro de 1974. A dissolução formal da parceria entre eles ocorreu em 9 de janeiro de 1975.